# Barotac Viejo
Barotac Viejo es un municipio filipino de segunda clase, perteneciente a la provincia de Iloílo, en las Bisayas Occidentales.

## Historia
Hacia mediados del siglo XIX, el lugar, por entonces adjunto en lo eclesiástico a Ajuy, tenía contabilizada una población de 7378 habitantes, repartidos en alrededor de dos millares de casas. Aparece descrito en el primer volumen del Diccionario geográfico, estadístico, histórico de las Islas Filipinas (1850) de Manuel Buzeta Núñez y Felipe Bravo con las siguientes palabras:

BAROTAC VIEJO DE AJUI: pueblo que, teniendo gobernadorcillo propio, es visita ecl. de Ajui, en la isla de Panay, prov. de Iloilo, dióc. de Cebú: sit. en los 126° 35' long., y los 11° 5' lat., en la costa S. E. de la isla y N. E. de la prov., junto á la boca de un r. y sobre los esteros del mar que penetran por ella; en terreno desigual, defendido de los vientos del N. E., clima templado y saludable. Tiene como unas 2,000 casas de sencillísima construccion, distinguiéndose entre ellas como mas notables, la casa parroquial y la llamada tribunal; hay cárcel, y escuela de primeras letras dotada de los fondos de comunidad, á la cual concurren varios alumnos; é igl. parr. de mediana fábrica, servida por un cura secular. Próximo á la igl. pero en despoblado, se halla el cementerio, que es bastante capaz y ventilado. El term. confina por E. con el mar; por S. con Banate, sit. á unas 5 leg., y por O. con la prov. de Capiz. Al N. O. se eleva el encumbrado monte en que descuella el pico de Balison, y en sus vertientes posee este pueblo buenos bosques en que se crian maderas de construccion y ebanistería, caña boja, innumerables enjambres, que elaboran rica miel y mucha caza de venados y javalíes. El terreno es fértil, y sus prod. arroz, maiz, caña dulce, algodon, añil, frutas y legumbres. ind.: varios telares, el beneficio del añil, la caza y la pesca. comercio: la esportacion del sobrante de sus artículos naturales y fabriles. pobl. 7,378 alm., 1,223 trib., que importan 12,239 rs. plata, ó sean 30,575 rs. vn.
(Buzeta y Bravo, 1850, p. 350)

En 2020, tenía censados 48 614 habitantes.